# 开播！情景喜剧 (第二季)
《开播！情景喜剧》是中国东方卫视推出的一档以情景喜剧为主题的真人秀节目，第二季于2023年8月6日起每周日21:00在东方卫视首播，节目邀请六个情景喜剧剧组同台竞技，最终选出一部“年度冠军剧”，由东方卫视投拍播出。

## 制作团队
- 主持人：百克力、余有礦
- 内容顾问团：张笑赫、刘昊、李宗熹、悟空、孙朋、沈磊、马史、肖翠娥、郑权、王天山、陈泳旭、代启财
- 市场顾问团：易小星、杜晓宇、陈腾跃、蔡晓莉、范明、张维、张焕引、肖飞、牟小艳、远叔叔、林子聪

## 赛制
节目完整还原情景喜剧拍摄制作的全流程，走出了摄影棚，以实景拍摄的全新形态亮相。。第一赛段六个剧组两两比拼，接受市场顾问团、内容顾问团考核点评，现场两百位大众宣传员的投票，他们将决定剧目是否能够进入“打剧空间”。剧组将通过打剧空间内的表现，为该剧争取内容团及市场团手中的“开播值”。开播值将持续累积，获得最多开播值成为“年度冠军剧”。

## 剧组介绍
| 剧名           | IP发起人           | 演员 | 参演剧目 | 结果 |
| 一起养老吧     | 潘长江 张晨光      | - 潘长江 饰 潘黄河 - 张晨光 饰 张晓光 - 车保罗 饰 老罗 - 任洛敏 饰 任树才 - 李萍 饰 李秋萍 - 乔靖雯 饰 张乐乐 - 张鹤伦 饰 孙小辉 - 鄂靖文 饰 潘洋洋 | 1. 晚上八九点钟的太阳（第一期） 2. 夕阳怎样能翻红（第三期） 3. 年轻人躺平之风整顿计划（第六期） 4. 锦衣卫密令（第七期） 5. 只要你过的别别我好（第十期） 6. 最好的告别（第十一期） | 3    |
| 超烦家族       | 吴昕               | - 吴昕 饰 张昕然 - 陈宥维 饰 陈老师 - 周洁琼 饰 姜小倩 - 孔连顺 饰 姜春来 - 张琪 饰 姜富贵 - 吴培郡 饰 姜富贵 - 李祉默 饰 姜妙妙 - 小爱 饰 爱老师   | 1. 妙妙，大事不妙了！（第一期） 2. 当初是你要分家（第三期） 3. 两种不插电的生活方式（第六期） 4. 进击的职场（第七期） 5. 消失的妈（第九期） 6. 爱的超能力（第十二期）             | 4    |
| 这里一直是夏天 | 陈楚生 张远 王栎鑫 | - 陈楚生 饰 陈阿生 - 张远 饰 张大远 - 王栎鑫 饰 王小星 - 严尚嘉 饰 陶陶 - 赵奕欢 饰 钱梦                                                            | 1. 海岛篇·上（第一期） 2. 海岛篇·下（第三期） | 退赛 |
| 雄起吧！蔡安逸 | 许君聪             | - 许君聪 饰 蔡安逸 - 白凯南 饰 老白 - 赵樱子 饰 白糖 - 郭亮 饰 凤雏 - 郭阳 饰 卧龙 - 何弈晨 饰 蔡成功                                               | 1. 大喜临门（第二期） 2. 抓周大会（第四期） 3. 两虎相争 必有一招（第五期） 4. 问的问题有问题（第八期） 5. 爱的魔力转圈圈（第九期） 6. 老子与王子（第十一期）                      | 5    |
| 民国大都会     | 张大大             | - 张大大 饰 楚不凡 - 徐若晗 饰 杨金宝 - 杨树林 饰 鹊班 - 王九龙 饰 沈算 - 刘些宁 饰 程诗诗 - 李丁 饰 陈飞虎 - 杨旭文 饰 偷心贼                      | 1. 狭路相逢（第二期） 2. 向阳而生（第四期） 3. 谁是掌门（第五期） 4. 岁月神偷（第七期） 5. 偷心游戏（第十期） 6. 后会有期（第十一期）                                             | 2    |
| 长白山神探     | 小沈阳 王浩信      | - 小沈阳 饰 李福尔 - 沈春阳 饰 牛津 - 王浩信 饰 柯浩南 - 曹瑞 饰 狄仁学 - 杨超越 饰 杨翠英                                                          | 1. 惊魂夜（第二期） 2. 消失的外星人·上（第四期） 3. 消失的外星人·下（第五期） 4. 野人传说（第八期） 5. 神童预言（第九期） 6. 时间的尽头（第十二期）                               | 1    |

## 综艺节目變遷
| 中国大陆 东方卫视 周日 21:00（如當日《新聞聯播》延時順延播出） | 中国大陆 东方卫视 周日 21:00（如當日《新聞聯播》延時順延播出） | 中国大陆 东方卫视 周日 21:00（如當日《新聞聯播》延時順延播出） |
| -------------------------------------------------------------- | -------------------------------------------------------------- | -------------------------------------------------------------- |
|                                                                | 开播！情景喜剧 (第二季) (2023年8月6日 - 2023年10月1日)         |                                                                |
| 极限挑战 第九季 (2023年4月16日 - 7月9日）                      | 我们的歌 (第五季) (2023年10月8日 - 12月）                      |                                                                |
| 周六 20:30（如當日《新聞聯播》延時順延播出）                   |                                                                |                                                                |
| 愛樂之都·青春季 (2023年8月5日 - 2023年10月7日)                 | 开播！情景喜剧 (第二季) (2023年10月14日 - 2023年10月21日)      | —                                                              |